# University of Rochester
University of Rochester er et privat amerikansk forskningsuniversitet i Rochester i New York. Universitet tilbyder akademiske grader op til doktorgrad og professorgrad gennem seks skoler og forskellige tværfaglige programmer. Universitet er hjem for en række kendte skoler og programmer, blandt andet den prestigetunge Eastman School of Music, det ældste optiske program i USA, og tyve fremragende programmer inden for politisk videnskab og økonomiske fag. Universitetet i Rochester er sammen med dets tilsluttede Strong Health System den største arbejdsgiver i Rochester og 6. største arbejdsgiver i delstaten New York. Universitet har også haft flere vindere af Pulitzer- og Nobelpriser.